# ゲッティング・ベター
「ゲッティング・ベター」（Getting Better）は、ビートルズの楽曲である。1967年に発表された8作目のイギリス盤公式オリジナル・アルバム『サージェント・ペパーズ・ロンリー・ハーツ・クラブ・バンド』に収録された。レノン＝マッカートニー名義となっているが、主にポール・マッカートニーによって書かれた楽曲で、後述にもあるように一部はジョン・レノンによって書かれた。
楽曲のタイトルは、1964年6月にリンゴ・スターが扁桃炎にかかってしまい、ライブで演奏できなくなったときに代役として参加したドラマー、ジミー・ニコルが周りに調子を聞かれたときに言っていた「だんだんよくなってくるよ」という口癖に由来している。

## 構成
本作について音楽評論家のイアン・マクドナルドは、同じくマッカートニー作である「ペニー・レイン」とサウンド面での類似性を指摘している。曲は、ジョン・レノンとジョージ・ハリスンがエレクトリック・ギターで演奏するコードから始まる。この曲においてジョージ・マーティンは、ピアネットを演奏しており、後者については弦を直接叩いて演奏したとされている。ハリスンはギターの他にタンブーラでドローンを演奏しており、リンゴ・スターが演奏するコンガと共にインドを彷彿させるムードを作り出している。
歌詞の中に「Can't get no worse!（これ以上悪くなるはずがないさ）」という部分があるが、これはレノンがこの曲の録音時に歌詞を知らずに間違えて歌ったのを採用したものである。これによって、曲は楽観主義だけではない皮肉を効かせた曲になった。1983年12月のインタビューで、マッカートニーは、この曲におけるレノンの貢献を賞賛している。
また、歌詞には「I used to be cruel to my woman / I beat her and kept her apart from the things that she loved / Man I was mean but I'm changing my scene / And I'm doing the best that I can（昔のぼくは女性に冷たかった / 殴ったり、愛しているものから遠ざけたりした / とにかくひどい男だったけどぼくは変わろうとしている/今は精いっぱい頑張っているんだ）」というフレーズがあるが、これもレノンに書かれたもので、レノン自身の過去が反映されている。1980年の『プレイボーイ』誌のインタビューで、「これは日記形式のもので、このフレーズは僕が書いた。僕はどんな女性に対しても非情で、暴力も振るっていた。うまく説明が出来ないと、男ということを忘れて殴ってしまう。僕が常に平和について考えるようになったのはそれが原因だ。“愛と平和”を訴える最も残酷な人間さ。いかなる物事には両側面がある。けど“愛と平和”は純なものだと信じているよ。僕は暴力的な面を捨て去ることを知らなかった男だ。女性は子供と同じように大事にするべきだと知るまで、年を重ねる必要があったんだ」と語っている。

## レコーディング
本作のレコーディングは、1967年3月9日にEMIレコーディング・スタジオのスタジオ2で開始され、同日にギター2本、ピアネット、ドラムという編成で4トラック・レコーダーに録音された。その後リダクションし、空きトラックを作成した。なお、この日のテイク1が2017年に発売された『サージェント・ペパーズ・ロンリー・ハーツ・クラブ・バンド (50周年記念エディション)』に収録された。
3月10日にリンゴ・スターの追加のドラムとマッカートニーのベースをトラック2に録音し、トラック3を使用してダブルトラッキングされた。トラック4にはハリスンのタンブーラが録音された。この段階でテイク12とされ、この時の音源も2017年に発売された『サージェント・ペパーズ・ロンリー・ハーツ・クラブ・バンド (50周年記念エディション)』に収録された。なお、3本目のテープにコピーする際にベースとドラムが録られたトラックが1つにまとめられ、タンブーラは初日に録音されたドラム、ギター、ピアネットと共にミックスされた。
3月21日にダブルトラッキングされたリード・ボーカルと、レノンとハリスンのハーモニーの録音を行っていたが、レノンが体調不良を訴えて中断となった。この日レノンはアッパーと誤ってLSDを服用したことによりバッド・トリップを起こしていた。体調不良を訴えた。事情を知らなかったジョージ・マーティンは、新鮮な空気を吸わせようとEMIレコーディング・スタジオの屋上に連れて行き、他のメンバーが待つスタジオに戻った。マーティンがレノンを屋上に残したことを知ったマッカートニーとハリスンは、慌ててレノンを屋上から下ろしてスタジオに戻した。
3月23日に3本目のテープと4本目のリールにコピーしている最中に、2つのボーカル・トラックが1つにまとめられ、ギター、コンガ、ハンドクラップ、ピアノがオーバー・ダビングされた。

## クレジット
- ポール・マッカートニー - ダブルトラックのリード・ボーカル、ベース、ハンドクラップ（英語版）
- ジョン・レノン - バッキング・ヴォーカル、リズムギター、ハンドクラップ
- ジョージ・ハリスン - バッキング・ヴォーカル、リードギター、タンブーラ（英語版）、ハンドクラップ
- リンゴ・スター - ドラム、コンガ、ハンドクラップ
- ジョージ・マーティン - ピアノ、ピアネット

以上が、音楽評論家のイアン・マクドナルドの著書『Revolution in the Head: The Beatles' Records and the Sixties』に掲載されていたクレジットである。
しかし、2017年に発売された『サージェント・ペパーズ・ロンリー・ハーツ・クラブ・バンド (50周年記念エディション)』のブックレットには、以下のクレジットが掲載された。
- ポール・マッカートニー - ダブルトラックのリード・ボーカル、ピアネット、ベース、ギター
- ジョン・レノン - バッキング・ボーカル、ギター
- ジョージ・ハリスン - バッキング・ボーカル、ギター、タンブーラ
- リンゴ・スター - ドラム、コンガ

## カバー・バージョン
本作は以下のアーティストによってカバーされている。
- デイヴィ・グレアム - 1969年に発売されたアルバム『Hat』に収録。
- ステイタス・クォー - 1967年に公開されたミュージカル・ドキュメンタリー『All This and World War II』でカバー。
- ピーター・フランプトン&ビー・ジーズ - 1978年に公開された映画『サージェント・ペパーズ・ロンリー・ハーツ・クラブ・バンド（英語版）』でカバー。
- スティーヴ・ヒレッジ - 1979年に発売されたアルバム『Open』に収録。
- ザ・ウェディング・プレゼント - 1988年に発売されたオムニバス盤『Sgt. Pepper Knew My Father.』でカバー。
- ゴメス - 2000年に発売されたアルバム『Abandoned Shopping Trolley Hotline』に収録。同音源は、2001年に放送されたフィリップスのテレビCMソングとして使用された。
- ポール・マッカートニー - 2002年の『Back in the U.S.』ツアーにて「録音して以来、演奏していない曲もある」と前置きした後、この曲を演奏した[4]。
- スマッシュ・マウス - 2003年に公開された映画『The Cat in the Hat』でカバー。なお、同音源では3番の歌詞がホーン・インタールードに置き換えられた。
- カイザー・チーフス - 2007年にBBCで放送されたテレビ映画『It Was 40 Years Ago Today』でカバー。なお、録音技術やスタジオなどはビートルズと同じ方法が使用された。
- フィオン・レーガン（英語版） - 2007年に発売された『モジョ』誌提供のアルバム『Sgt. Pepper...With A Little Help From His Friends』に収録。
- レス・フラドキン（英語版） - 2007年に発売されたアルバム『Pepper Front To Back』にてインストゥルメンタルでカバー。
- チープ・トリック - 2009年に発売されたライブ・アルバム『Sgt. Pepper Live』に収録
- コヴァルスキ - 2009年にベルファストのOh Yeah Music Centreで開催された「BBC Across The Line Headroom gig」でカバー。
- アフガン・ウィッグス - 2014年のツアーにおいて楽曲「Lost In The Woods」のエンディング部分で、本作のスロー・バージョンを披露。

また、パブリック・エナミーが1990年に発売されたアルバム『Fear of a Black Planet』に収録の「Who Stole the Soul?」、Elio e le Storie Teseが2008年に発売されたアルバム『Studentessi』に収録の「Il Congresso delle Parti Molli」で本作をサンプリングしており、アライズは楽曲「Jacque Remembers」にてコーラス・パートをサンプリングしている。オーストラリアのテレビ番組『Better Homes and Gardens』（1995年 - 2005年放送分）で本作のカバー音源が使用された。